# Bertrand de Cadoene
Pour les articles homonymes, voir Bertrand III.
Bertrand de Cadoene, parfois orthographié Cadoëne, Cadoène, Cadoine, Cadoent, né vers 1366/1368 et mort avant mai 1441, est un moine bénédictin du début du XVe siècle, fait successivement évêque in partibus de Paphos (de), puis de Saint-Flour et d'évêque d'Uzès, sous le nom de Betrand III. Il est issu de la famille de Cadoine de Gabriac, implantée en Gévaudan.

## Biographie

### Origines
Betrand de Cadoene — nom que l'on trouve également sous les formes Cadoëne, Cadoène, Cadoine, Cadoent ou encore de Gabriac — semble naître « dans la seconde moitié du XIVe siècle, probablement entre 1366 et 1368 » (Vallery-Radot, 2016). Il est le second fils de Bernard de Cadoene, seigneur de Pierrefort, et d'Agnès de Châteauneuf-Randon. Il est issu de la famille noble de Cadoine de Gabriac, originaire du Languedoc et implantée en Gévaudan.
Il est le neveu de Raymond de Cadoëne, abbé de Cluny (1400-1416).

### Début de carrière
Il entre dans les ordres en se faisant moine clunisien. Il est fait prieur de Sauzet, dans le diocèse de Valence, avant d'obtenir, du pape Benoît XIII, l'abbatiat de Saint-Pierre de Sauve, dans le diocèse de Nîmes.
En 1408, le pape le fait évêque in partibus de Paphos (de). Cette nomination serait due, selon Vallery-Radot, à la présence de chevaliers originaire de la région de Nîmes ou du Gévaudan à la cour du roi de Chypre.
Il monte sur le trône épiscopal de Saint-Flour, en 1413.

### Crise conciliaire (1414-1449)
Il assiste au concile de Constance, à partir du mois de mai 1415, comme représentant de son diocèse, mais il est aussi l'ambassadeur du roi de Chypre,. De fait, il siège au sein de la nation française. Le maintien de liens avec Chypre explique ce rôle d'ambassadeur. Il est notamment témoins à charge contre Jean XXIII, lors de la neuvième session, le 13 mai 1415. L'année suivante, en mai, il est désigné président de la nation française.
Le pape Martin V le transfert à la tête de l'Église d'Uzès, le 28 juillet 1426. Bertrand prend possession de son diocèse le 4 ou le 15 mai 1427 et fait son entrée solennelle le 11 octobre.
Il participe, à ce titre, au concile de Bâle, en 1432,. Le médiéviste Heribert Müller (1983) considérait qu'il était « l'un des hommes les plus expérimentés dans la lutte conciliaire contre Rome. »

### Évêque d'Uzès
Le 29 mai 1430, il assiste au concile de Narbonne, au cours duquel les évêques suffragants se plaignent de leur métropolitain,. Le synode prend fin en raison de la réunion des États du Languedoc, convoqués par le comte de Foix, le lendemain à Béziers.
Il accompagne le cardinal de Lusignan, fils du roi Jacques Ier de Chypre, au traité d'Arras, en 1435. Vallery-Radot (2016), citant Heribert Müller (2011), indique qu'il « représente le côté français aux pourparlers de paix ». Le Dictionnaire de la guerre de Cent Ans (2023) indique qu'il est membre de l'ambassade de Chypre.
Il devient par la suite un serviteur du roi de France, Charles VII, tout en maintenant des liens avec les Bourguignons.
Il assiste successivement aux États de Languedoc, se déroulant à Béziers en 1436, convoqués par le roi de France, puis aux États généraux du Puy, en 1439, à ceux d'Orléans, en 1439 et ceux du Languedoc, en 1440.
En 1437, il cherche à obtenir l'hommage du vicomte d'Uzès, Jéhan, et son frère, Éléazar/Éleasard. Il prépare une excommunication qu'il fait envoyer au concile de Bâle, en raison d'exactions, mais il annonce bien vouloir absoudre les deux seigneurs si ceux-ci consentent à lui rendre hommage. Pour Jéhan d'Uzès, en sa qualité de co-seigneur et détenteur de la viguerie d'Uzès, et du titre de vicomte, relevant du roi de France, cet acte est perçu comme une humiliation. Ils finissent cependant, par peur de l'excommunication, par rendre hommage le 29 octobre 1437 (Chartrier d'Uzès, Cotté numéro X).
Bertrand de Cadoene meurt au début de l'année 1441, avant le mois de mai, où son successeur à Uzès est mentionné dès le 4.